# Le Dernier Round (film, 1926)
Pour les articles homonymes, voir Dernier Round (homonymie).
Pour plus de détails, voir Fiche technique et Distribution.
Le Dernier Round (Battling Butler) est un film muet américain produit et réalisé par Buster Keaton sorti en 1926.

## Synopsis
Fils de bonne famille, le jeune Butler est envoyé camper en montagne par son père, qui pense ainsi l'endurcir. Mais les conditions de campement, très luxueuses, ne s'y prêtent guère.
Butler tombe amoureux d'une jeune montagnarde, dont la famille n'apprécie guère l'allure frêle et oisive du jeune homme.
Son majordome ayant découvert à la lecture d'un article de journal que Butler avait pour homonyme un célèbre boxeur, il propose à son maître de se faire passer pour le champion, afin de se faire accepter par les rustiques montagnards. L'astuce fonctionne et il peut ainsi l'épouser.
Pris au piège, il doit sous peine d'être confondu, se rendre sur les lieux du prochain championnat et faire mine de s'entraîner.
Après un quiproquo avec son homonyme, le champion de boxe, il est contraint d'aller jusqu'au bout et d'affronter un redoutable adversaire sur le ring. Jouant le tout pour le tout, il décide de se prêter au jeu. Heureusement pour lui, Butler le vrai champion entrera sur le ring au dernier moment. Un dernier règlement de comptes avec ce dernier lui permettra de montrer que son entraînement n'aura pas été vain ! Il peut ainsi sortir la tête haute de cette aventure, retrouvant ainsi tout crédit auprès de sa jeune épouse.

## Fiche technique
- Titre : Le Dernier Round
- Titre original : Battling Butler
- Réalisation : Buster Keaton

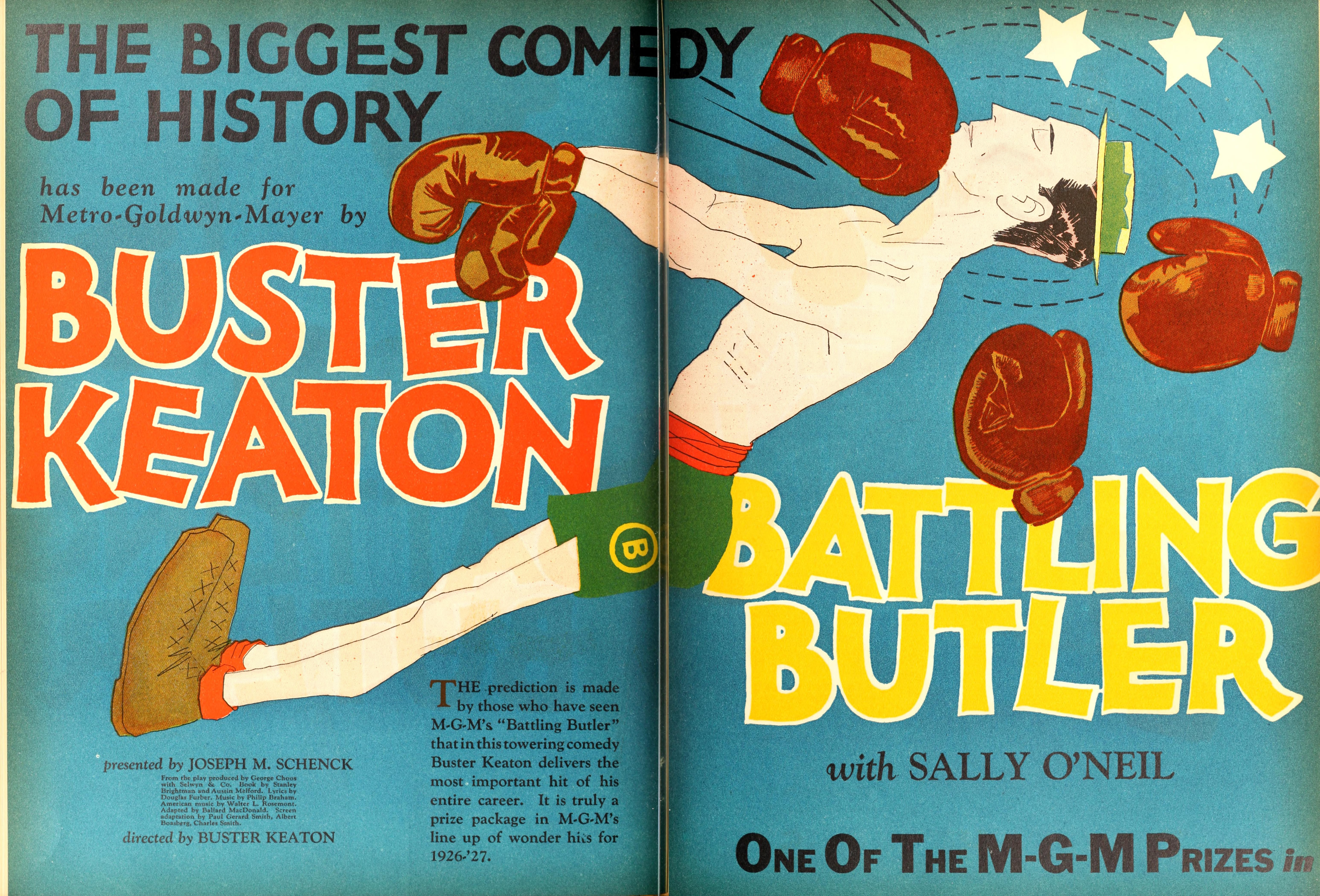
Publicité pour Battling Butler dans Motion Picture News.

- Scénario : Paul Girard Smith, Al Boasberg, Lex Neal et Charles Henry Smith d'après l'œuvre de Stanley Brightman et Austin Melford
- Photographie : Bert Haines et Devereaux Jennings
- Direction technique : Fred Gabourie
- Producteur : Joseph M. Schenck
- Société de production : Buster Keaton Comedies
- Société de distribution : Metro-Goldwyn-Mayer
- Pays de production :  États-Unis
- Format : Noir et blanc — 35 mm — 1,37:1 — Muet
- Langue : film muet intertitres anglais
- Genre : Comédie
- Durée : sept bobines
- Date de sortie : 
  - États-Unis : 19 septembre 1926
- Affiche : René Ferracci (France)

## Distribution
- Buster Keaton : Alfred Butler
- Sally O'Neil : La fille de la montagne
- Walter James : Son père
- Budd Fine : Son frère (Bud Fine)
- Francis McDonald : Alfred Battling Butler
- Mary O'Brien : Sa femme
- Tom Wilson : Son entraîneur
- Eddie Borden : Son manager
- Snitz Edwards : Valet d'Alfred

## Sortie vidéo
Le film sort ressort en combo DVD/Blu-ray chez Elephant Films le 31 mars 2020, avec en complément des bandes annonces, de notes sur la restauration du film et des analyses de la critique Nachiketas Wignesan.